# Luciano Varela Castro
Luciano Varela Castro   (Pontevedra, 9 de maig de 1947) és un jutge gallec, magistrat del Tribunal Suprem d'Espanya des de 2007.

## Carrera professional
Luciano Varela Castro va ser magistrat de l'Audiència Provincial de Pontevedra durant 23 anys. Casat i pare de quatre fills, el jutge va accedir al Tribunal Suprem en 2007. En la seva dilatada trajectòria va ser fundador de l'associació Jutges per a la Democràcia i professor de Dret en la Universitat de Santiago. Va crear la revista Xurídica Galega, és promotor de l'ús del gallec en la justícia, i ha preparat, amb altres jutges, a molts alumnes de judicatura, dels quals 40 són ara jutges i fiscals –entre ells dos dels seus fills. També va ser l'autor de l'esborrany de la Llei del Tribunal del Jurat popular, la qual, després del procediment parlamentari procedent, seria publicada en el BOE amb el nom oficial de Llei Orgànica 5/1995, de 22 de maig, del Tribunal del Jurat. Des d'octubre de 2007 forma part de la Sala penal del Tribunal Suprem. Entre les seves moltes actuacions, a l'abril de 2009, en el cas del jutge Francisco Javier de Urquía, va entendre que no hi havia delicte de prevaricació i sí de suborn, per la qual cosa el va condemnar a 21 mesos de suspensió del càrrec i a una multa de 73.800 €, la mínima que contempla la llei.

## Instrucció del cas Baltasar Garzón
En 2009 va ser instructor en el cas Garzón, en el qual el jutge de l'Audiència Nacional es va veure imputat per un presumpte delicte de prevaricació en la causa sobre els crims del franquisme, després d'una querella de l'associació ultradretana Manos Limpias, que l'acusava d'haver dictat resolucions injustes sabent-ho.

En una primera interlocutòria de data 3 de febrer de 2010, Varela considera que Baltasar Garzón
| « | "...va actuar amb la finalitat d'eludir la decisió del legislador sobre el règim de localització i exhumació de víctimes dels horrendos crims del franquisme, erigits en aparent objecte del procediment, sabent que aquests havien estat objecte d'amnistia per les Corts democràtiques d'Espanya, la voluntat de les quals va decidir conscientment ignorar o orillar", i que tal fet pot ser constitutiu d'un delicte de prevaricació. | » |

En la mateixa interlocutòria, l'instructor entén que ha de ser la Sala en ple la que estimi la transformació del procediment, imprescindible per asseure en la banqueta a Garzón. Alguns mitjans de comunicació consideraven que el jutge Varela mantenia un enfrontament amb Garzón des de feia anys i la portaveu de Jutges per a la Democràcia, Victoria Rosell, considerà que l'acció de Varela contra Garzón era la de "criminalitzar el debat jurídic". La Sala del Penal era composta per un president, Juan Saavedra, i els magistrats Francisco Monterde, Juan Ramón Berdugo, Joaquín Giménez i Adolfo Prego de Oliver. Aquest darrer fou redactor de l'acte d'admissió a tràmit i s'intentà apartar-lo del cas en saber-se que va signar un manifest contra la Llei de Memòria Històrica que responsabilitza als partits d'esquerra de la guerra civil espanyola i que és membre del Patronat d'Honor de la Fundación para la Defensa de la Nación Española (DENAES).
El 7 d'abril de 2010, conforme a la Llei d'Enjudiciament Criminal espanyola, el magistrat del Suprem va decidir transformar en un procediment abreujat les diligències obertes al jutge Baltasar Garzón per un presumpte delicte de prevaricació que hauria comès en iniciar, sense competència legal, una causa per les desaparicions del franquisme. La decisió de Varela suposa passar a la fase de preparació del judici oral, la qual cosa significa que Garzón s'asseurà en la banqueta sempre que alguna de les parts personades present escrit d'acusació contra ell. El magistrat considera que les resolucions dictades pel jutge Baltasar Garzón durant la instrucció d'una causa per les desaparicions del franquisme " són objectivament contràries a Dret ". En concret, s'acusa al jutge de l'Audiència Nacional d'haver iniciat i perllongat aquesta instrucció atribuint a persones mortes delictes que havien prescrit, estaven amnistiats i que, a més, no eren de la seva competència, i tenint coneixement que no ho eren.
Finalment, l'any 2012, la Sala Segona del Tribunal Suprem va absoldre a Baltasar Garzón per aquest delicte.

## Judici al procés independentista català i jubilació
Luciano Varela és un dels magistrats en el judici al procés independentista català de l'any 2019. El 9 de maig del 2019, el dia que compleix 72 anys, és el dia de la seva jubilació. Així i tot, l'11 d'abril del 2019, la comissió permanent del Consell General del Poder Judicial va acordar prorrogar la seva jurisdicció en el judici per a tot el temps que sigui necessari. Aquesta decisió ha generat dubtes sobre la seva legalitat.